# Robert Washburn
Robert Washburn (Bouckville, New York, 11 juli 1928) is een Amerikaans componist, muziekpedagoog en dirigent.

## Levensloop
Washburn deed zijn studies aan de Crane School of Music van de State University of New York (SUNY), in Potsdam, New York. Met een studiebeurs van de Danforth Foundation Fellowship kon hij zijn compositie-studies aan de Eastman School of Music in Rochester, New York, voltooien tot Ph.D.. Hier waren zijn leraren onder andere Howard Hanson, Bernard Rogers en Alan Hovhaness. Tijdens de zomer-cursussen aan de Aspen Music School studeerde hij ook bij Darius Milhaud en een saisoen in Parijs bij Nadia Boulanger. Hij studerde ook in seminaren aan de L’Université de Paris-Sorbonne (Paris IV) en aan de University of Oxford in het Verenigd Koninkrijk. 
Voor zijn compositorisch werk ontving hij verschillende beursen en prijzen, naast anderen de Ford Foundation Grant, een beurs van de Rockefeller Foundation, de National Endowment for the Arts, het Juilliard Repertory Project, de SUNY Foundation Summer Fellowship, de SUNY Chancellor's Award for Excellence in Teaching, de Potsdam College Alumni Association's Minerva Award en prijzen en onderscheidingen op het Farnham Festival in het Verenigd Koninkrijk en op het St. Moritz Festival in Zwitserland. 
Tijdens zijn militaire dienst in de United States Air Force was hij arrangeur van de Air Force Band of the West en de Air Force Sinfonietta. Hij was ook een jaar lid van het symfonieorkest van San Antonio. 
Zijn werken werden uitgevoerd door de voornaamste symfonieorkesten van de Verenigde Staten en Canada alsook door bekende harmonieorkesten in Amerika en Japan. Als gast-dirigent en promotor van zijn eigen composities heeft hij onder andere gewerkt met het Orquesta Sinfonica de Guadalajara, Mexico, het symfonieorkest van Caïro, Egypte, het symfonieorkest van het Nationale Conservatorium van Caïro, het kamerorkest van de Amerikaanse Universiteit in Caïro, het jeugdsymfonieorkest van de Île-de-France alsook in het Verenigd Koninkrijk met The Royal Air Force Band, de Band of the Royal Marines, de Royal Military School of Music Band, de Band of the Royal Northern College of Music, het orkest van de Royal Scottish Academy of Music en het orkest van het Birmingham Conservatory. 
Sinds 1954 was hij professor aan de  Crane School of Music van de State University of New York (SUNY) in Potsdam, New York. Intussen is hij Dean en geëmeriteerd. Verder was hij Composer in Residence aan het Brevard Music Center. In 1980 kreeg hij de opdracht de muziek voor de opening van de Olympische Winterspelen 1980 in Lake Placid, New York te componeren. 
Naast zijn activiteiten als componist en leraar is hij bezig als muzikale ambassadeur in Afrika en Azië. Naast Egypte was hij met programmen in Senegal, Tanzania, Ethiopië en andere landen op reis.

## Composities

### Werken voor orkest
- Cambrian Sketch
- Caravelle Overture
- Ceremonial Processional March
- Clarkson Centennial Overture
- Elegy
- Excursion for Orchestra
- Fantasia on Shenandoah
- Festive Overture
- Five Adirondack Sketches, voor kamerorkest
- Henry Purcell Suite, voor strijkorkest
- It's the Pizz.!, voor strijkorkest
- Knightsbridge Suite, voor strijkorkest
- Londonderry Suite, voor strijkorkest
- New England Holiday
- Olympia Adventure
- Olympia Overture
- Onondaga Overture
- Passacaglia and Fugue, voor strijkers
- Prologue and Dance
- Queen Noor Suite, voor strijkorkest
- Saraswati Suite, voor strijkers en (optional) Tabla
- Scottish Fantasy
- Serenade, voor strijkorkest
- Sinfonietta, voor strijkorkest
- Song and Dance, voor strijkorkest
- St. Lawrence Overture
- Suite, voor strijkorkest
- Symphony No. 1
- Synthesis for Orchestra
- Three Pieces for Orchestra
- Variations on a Ground (Henry Purcell)

### Werken voor harmonieorkest
- 1955 March and Chorale
- 1955 Ode for Band
- 1956 Burlesk for Band
- 1962 Pageantry
- 1963 Symphony for Band
- 1964 Partita for Band
- 1967 Suite for Band
- 1968 Ceremonial Music
- 1970 Intrada, Chorale and Toccata
- 1972 Prelude and Paragrams
- 1974 Epigon IV
- 1975 Trigon
- 1976 March-Opus '76
- 1978 Impressions of Caïro
- 1978 Three Diversions for Band
- 1979 Olympic March
- 1981 Kilimanjaro - An African Portrait
- 1983 Equinox
- Adirondack Excursion
- Brevard Overture
- Burlesk for Band II
- Chorale and Variants
- Climb to Glory - March for the 10th Mountain Division
- Connecticut Valley Festival Overture
- Crown and Scepter
- Fantasia on «God Rest Ye Merry, Gentlemen»
- Far Eastern Fantasy
- Hanukkah Holiday
- Hoosier Holiday
- March and Chorale II
- Marche Dynamique
- Martinique: Beguine for Band
- Ode for Band II
- Olympics Fanfare
- Overture: Elkhart
- Overture for a New Millennium
- Pageant Royale
- Pageantry II
- Partita II
- Saturn V
- Song of Krishna
- St. Patrick's Parade
- Sunmount Overture
- Temple of the Nile
- Tidewater Festival Overture
- Toccata
- Toccatarantella
- Tower Bridge
- Variations on a Christmas Tune

### Cantates en liturgische muziek
- A Child This Day is Born, voor gemengd koor, piano en optional koperblazers
- Gloria, voor gemengd koor, piano en optional koperblazers
- Jubilate Deo, voor gemengd koor, piano en koperblazers (ad lib.)
- Most Glorious Lord of Lyfe, voor gemengd koor
- Praise the Lord, voor gemengd koor, piano en koperblazers (ad lib.)
- Spring Cantata (Lente cantate), voor gemengd koor
  1. The Procession of the Four Sweet Months
  2. April
  3. May
  4. Lazy June
  5. July
- We Hold These Truths, voor gemengd koor en harmonieorkest

### Werken voor koor
- Earth Song, voor gemengd koor, piano en (optional) koperblazers
- Hymn of Youth, voor gemengd koor en piano
- In Praise of Music: Symphony, voor gemengd koor en orkest
- Now Welcome Summer, voor gemengd koor en piano
- Ode to Freedom, voor gemengd koor en harmonieorkest
- Old Hundredth Hymn Tune - (van: Ralph Vaughan Williams, voor gemengd koor en harmonieorkest
- Sinfonia for Voices and Instruments, voor gemengd koor en instrumentalensemble
- Songs of Peace, voor gemengd koor en orkest
- Three Thoughts from Thoreau, voor gemengd koor en piano
  1. Seize on Today
  2. Autumnal Sun
  3. Voyager's Song

### Vocale muziek
- Summer Night, voor sopraan solo, gemengd koor en piano

### Kamermuziek
- Chorale Prelude, voor klarinettenkoor
- Concertino, voor koperblazers en houtblazerskwintet
- Festive Fanfare, voor koperblazers en slagwerk
- Five Miniatures, voor vijf koperblazers
- French Suite, voor blazerskwintet
- Golden Medallion-Fanfare and Processional, voor koperkwintet, heraldische trompetten en slagwerk
- Hornography, voor hoornkwartet
- Horns Aplenty, voor hoornensemble
- Houtblazerskwintet
- Koperkwintet
- Prayer and Alleluia, voor orgel, koperpkwartet en pauken
- Strijkkwartet
- Suite, voor blazerskwintet
- Three Pieces, voor fluit, klarinet en fagot

### Werken voor piano
- Four Easy Pieces
- Seven Pieces

### Werken voor slagwerk
- Pent-Agons, voor slagwerk-ensemble